# 雷基縣

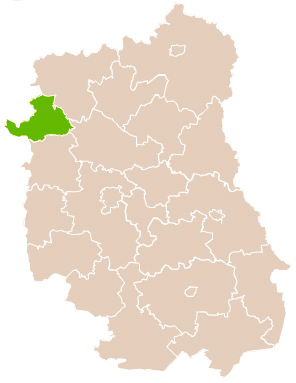

51°38′N 21°56′E / 51.633°N 21.933°E
雷基縣（波蘭語：Powiat rycki），是波蘭的縣份，位於該國東部，由盧布林省負責管轄，首府設於雷基，面積616平方公里，2006年該縣份人口59,129，人口密度每平方公里96人。